# الآشوريون والسريان والكلدان في الأردن
الآشوريون والسريان والكلدان في الأردن هم مواطنون أردنيون، يرجع جزء منهم إلى المهاجرين ذوي الأصل الآشوري والمقيمين في المملكة الأردنية الهاشمية، بالإضافة إلى سلالاتهم من بعدهم. يبلغ عددهم في الأردن من 100,000 - 150,000 نسمة، بعضهم مقيم في الأردن منذ نهايات الحرب العالمية الأولى، بينما أتى البعض الآخر كلاجئين من شمال العراق، إحدى أربع مناطق تُعتبر موطنًا تاريخيًا للآشوريين، والتي تشمل اليوم شمال العراق، جنوب شرق تركيا، شمال غرب إيران، وشمال شرق سوريا.
ويرجع بعض السريان الأردنيين بأصولهم إلى السريان الفلسطينيين، الذي انتقلوا إلى الأردن لجوءاً (1948) ونزوحاً (1967)، بينما يرجع البعض الآخر منهم إلى أولئك الذين هجرتهم تركيا من بلادهم، حول طور عابدين وشمالي الجزيرة الفراتية وصولاً إلى لواء الإسكندرون، بعد الحرب العالمية الثانية، حيث عانى السريان والآشوريون من مذابح عرقية كبيرة على أيدي الكماليون الأتراك وعلى أيدي الأكراد المقيمين بشرق تركيا. ولازال السريان الأردنيون محافظون على لغتهم السريانية وإن كانت تواجه بمجملها تحديات لغوية لقلة استخدامها في محيطهم، الذي يصنف لغوياً، عربي وإنجليزي كلغة ثانية.
أما الآشوريون والسريان والكلدان العراقيون، فيعتبر الأردن محطة بطريق الهجرة، حيث يسكن فيها المسيحيون العراقيون مؤقتاً قبل إكمال طريقهم بالهجرة خصوصاً نحو أستراليا وكندا والسويد. حيث شهد الأردن عبور مسيحيي العراق (آشوريون، وسريان، وكلدان) منذ حرب الخليج الثانية (1990) وازدادت بعد الغزو الأمريكي بسنة 2003، ووصلت حركة الهجرة أوجها بعد سقوط الموصل وسهل نينوى بيد الدواعش إضافة لأنشطة سلطات إقليم كردستان العراق ضد المسيحيين التي يعتبرها البعض تطهيراًَ عرقياً لأي جماعية عرقية غير كردية سواءاً في العراق أو في سوريا.
يعيش أغلب السريان والآشوريون والكلدان الأردنيون في العاصمة عمان بالإضافة إلى مدينة مادبا. كما يدين الغالبية منهم بالمسيحية، حيث يتبعون الكنيسة الكلدانية الكاثوليكية، مع وجود مجموعات قليلة تتبع الكنيسة السريانية الأرثوذكسية وكنيسة المشرق الآشورية.